# Кавун Максим Едуардович
Максим Едуардович Кавун (нар. 10 вересня 1978, Дніпропетровськ) — український історик, культуролог, публіцист, краєзнавець. Член Національної спілки краєзнавців України з 1995 року. Автор і співавтор 9 книг і більше 300 статей.

## Наукова біографія
Кандидат історичних наук, з 2012 р — завідувач відділом «Музею історії місцевого самоврядування Дніпропетровської області» Дніпропетровського національного історичного музею імені Д. І. Яворницького.
У 2003—2012 роках доцент кафедри російської історії історичного факультету Дніпропетровського національного університету імені Олеся Гончара. Викладав навчальний курс — «Історія Росії (IX—XVIII ст.)», спецкурси — «Модернізація Росії: реформи і революції», «Національна політика в Російській імперії і СРСР», «Російська історична урбаністика».

## Громадська діяльність
Член правління Дніпропетровської обласної організації Національної спілки краєзнавців України з 2008 року.
Учасник ряду проектів по збереженню історичної пам'яті Дніпропетровська: Проект «Пам'ять: події та персоналії» — увічнення пам'яті видатних жителів Катеринослава-Дніпропетровська в меморіальних дошках (організатор — Інститут Україніки, реалізується з 2008 р).
Видавничий проект «Пам'ять міста» — підготовка і видання книг, присвячених історії виникнення і становлення Катеринослава-Дніпропетровська, а також пам'яток і історичних пам'ятників міста (видавництво «Герда», реалізується з 2009 р).
Глава Робочої групи Комісії Дніпропетровської міської ради з найменування і перейменування вулиць, провулків, площ, парків, скверів, мостів та інших об'єктів на території міста (з вересня 2007 р)
Стипендіат Міжнародного Благодійного фонду «Смолоскип» (1996—2004).
Стипендіат Кабінету Міністрів України: «Стипендія для молодих вчених» (2006—2008).
Подяки міського голови м. Дніпропетровська (2006, 2009, 2011).
Почесний учасник творчого клубу «Штрих» від молодіжної організації «Експеримент»

## Монографії
Автор монографії
Сади і парки в історії Катеринослава-Дніпропетровська. Книга 1. Парк імені Т.Г. Шевченко / М. Е. Кавун. — Д.: Герда, 2009. — 144 с. ISBN 978-966-8856-22-8, ISBN 978-966-8856-20-4
Співавтор монографій
Діячі державної влади та самоврядування Дніпропетровської області: історичні нариси: у 2 т. / Відп. ред. С. І. Світленко. — Д.: АРТ-ПРЕС, 2009. — Т. 1. — 447 с. (Укр.)
Історія міста Дніпропетровська / за наук. ред. А. Г. Болебруха. — Дніпропетровськ: Грані, 2006. — 596 с. — Розділ II. Заснування та становлення Катеринослава як губернського центру (остання чверти XVIII — перша половина XIX ст.). — С. 77-128. ISBN 966-8841-01-8 (укр.)
Дніпропетровськ. Архітектори / Н. П. Андрущенко, М. Е. Кавун, Н. А. Лопатюк та ін .; За заг. ред. М. М. Кондель-Пермінова; Глав. архітект.-планув. упр. Дніпропетровськ. міськ. тов. Дніпропетровськ. обл. орг. Нац. союзу архітект. України. — Київ; Дніпропетровськ: Видавничий дім «А + С», 2006. — 196 с., Іл. — Розділ I. Тривале століття Катеринослава (кінець XVIII — середина XIX століття). — С. 10-50. ISBN 966-8613-18-X
Дніпропетровськ: Віхі історії / редкол .: С. А. Квітка (гол. Ред.) Та ін. — Дніпропетровськ: Грані, 2001. — 256 с. — Гл. ІІІ. Губернське місто (1776—1880). — С. 49-83. ISBN 966-7647-87-0 (укр.)
Старт в третє тисячоліття: Нариси про Придніпров'я / В. Платонов, В. Мороз, М. Кавун, Л. Пашук, В. Клименко, Л. Маркова. — Дніпропетровськ: Проспект, 2002. — 304 с .: іл. — ISBN 966-8345-00-2
Історія Дніпропетровського національного університету імені Олеся Гончара / ред. кол .: М. В. Поляков (гол.) та ін. — 4-те вид., Переробл и доповнено. — Д.: Вид-во ДНУ, 2008. — 308 с. — Розділ 8. У пошуках оптимальної моделі розвитку в умовах пострадянських трансформацій (1991—1998). (Співавтори — В. В. Іваненко, А. Г. Болебрух, Є. І. Бородін). ISBN 978-966-551-259-2 (укр.)
«Секретний» Підрозділ Галузі: Нариси історії фізико-технічного інституту Дніпропетровського національного університету / Редкол .: М. В. Поляков (кер.) Та ін. — Дніпропетровськ: Вид-во ДНУ, 2001. — 376 с., Іл. — Розд. ІІІ. Факультет чи інститут? Пошуки та решение (середина 60-х — 70-і рр.). — С. 93-142. (Укр.)
Археографічні видання
Зуєв В. Ф. Мандрівн запис Васил'я Зуєва від С. Петербурга до Херсона в 1781 и 1782 році / В. Ф. Зуєв / підг. тексту, вступ. стаття, комент. М. Е. Кавуна; Ін-т укр. археографії та джерелознавства ім. М. С. Грушевського НАН України. — Дніпропетровськ: Герда, 2011. — XXVIII, 394 с., Іл., Карт. — (Серія «EDITIO PRINCEPS»). — ISBN 978-966-8856-43-3

## Брошури
Літописець "Міста на трьох пагорбах" Михайло Шатров (1908—1985). (До 100-річчя від дня народження): Бібліографічній показчик / Упорядк .: І. Голуб, М. Кавун. — Дніпропетровськ: Дніпропетр. обл. наук. біб-ка, 2008. — 32 с. (Співавтор, автор біограф. Статті та бібліографії). (Укр.)
Євген Вучетич — творець монументальних шедеврів (до 100-річчя від дня народження): Бібліографічній показчик / Укл. М. Кавун, С. Пономаренко, І. Голуб; Дніпропетр. обл. універс. наук. біб-ка. — Дніпропетровськ: ДОУНБ, 2008. — 12 с. (Співавтор, автор біограф. Статті). (Укр.)
Живописець Із Сурсько-Литовської (Федір Павлович Решетников): Бібліографічній посібник / Упор. Т. Зайцева, І. Голуб, М. Кавун. — Дніпропетровськ: Дніпропетр. обл. наук. біб-ка, 2006. — 8 с. (Співавтор, автор біограф. Статті). (Укр.)

## Статті
Цикл «Геній місця» — історична і культурна топографія Катеринослава-Дніпропетровська. Історія районів міста від давнини до наших днів
Цикл «Топонімія Дніпропетровська. Життя і смерть міських назв» — історія назв вулиць, провулків, площ, парків, скверів та інших об'єктів Катеринослава-Дніпропетровська

Цикл «Дніпропетровськ: філософія успіху» — статті про видатних особистостей і про роль персонального фактора в розвитку міста і регіону в різні епохи.
Цикл «Ясновельможний князь Потьомкін» — історія видатної особистості XVIII століття і засновника Катеринослава
Цикл «Дніпропетровська хронологія» — суперечки про дати заснування Дніпропетровська і перипетії святкування міських ювілеїв
Цикл «Історія Соборній площі» — етапи розвитку містобудівного центру Катеринослава-Дніпропетровська. Архітектура. Історія. Символи. Таємниці.
Цикл «Загадки Преображенського собору»
Загадки Преображенського собору. Частина I
Загадки Преображенського собору. Частина II
Загадки Преображенського собору. Частина III
Загадки Преображенського собору. Частина IV
Цикл «13 таємниць палацу Потьомкіна» — міфи і реалії в історії катеринославської резиденції світлого князя

## Інші вибрані статті
- Архетипи Дніпровського мегаполісу
- Три життя «Золотої Рози»
- Революція. Як це було сто років тому. Частина 1
- Революція. Як це було сто років тому. Частина 2
- Свідок подорожі імператриці — «Катерининська миля»
- Готельний бізнес в Катеринославі. Частина I
- Готельний бізнес в Катеринославі. Частина II
- Йордань на Дніпрі. Як зустрічали Хрещення в старому Катеринославі
- Універсали: охоронні грамоти незалежності, або …?

## Вибрані інтерв'ю
- Скільки років Дніпропетровську?
- Де знайти провулок ялицевих (Питання перейменування вулиць Дніпропетровська)
- Потьомкін задумав Катеринослав як «ідеальне місто» масонів?
- Чи є тунелі під Потьомкінським палацом?
- Григорій Петровський перетворився в … Петра Першого!
- «Вечірка» знайшла могилу Поля?
- Ім'я Сталіна залишилося тільки в сталінках
- Творча Зустріч молоді з краєзнавцем М. Є. Кавуном (укр.)
- У Дніпропетровську є підземне царство і «похований» Сталін
- Дніпропетровськ. Парку ім. Т. Г. Шевченко присвятили книгу
- У Рік Тигра з'явився Дніпропетровськ, а також ЦУМ, Оперний театр і парочка музеїв (які доленосні події приносив смугастий хижак рідному місту в минулому)